# Unschooling
Unschooling er en indlæringsfilosofi, hvis kerne er ideen om at børn vil lære de ting de har brug for, når de har brug for det, og at alle børn har behov for at lære tingene på hver deres måde, fordi alle er forskellige.  
Første gang man stødte på udtrykket unschooling var i 70'erne i USA og det var John Holt der brugte udtrykket til at forklare sin holdning om indlæringsmetoden. John Holt prøvede, i første omgang, at reformere hele skolesystemet. Efter flere år opgav han dog kampen, fordi han indså at det ikke ville nytte noget at reformere systemet, da han mente hele systemet var forkert. 
Hele John Holts ide bag unschooling er netop at, alle er forskellige, ikke nogen af os er 100% ens, og derfor er den bedste indlæringsmetode for hvert barn, også forskellig. I dag findes der utallige overbevisninger indenfor unschooling, men alle overbevisningerne har samme princip, nemlig at alle børn er forskellige og har behov for forskellige indlæringsmetoder.
Der findes mange forældre i hele verdenen, der tager deres børn ud af skolen, for at unschoole dem.